# 브라질 은행
브라질 은행(포르투갈어: Banco do Brasil 방코 두 브라지우[*])는 브라질의 은행이다. 이 은행은 라틴 아메리카에서 가장 자산 규모가 큰 은행에 속한다.